# Giampaolo Bettamio
Giampaolo Bettamio (Bologna, 7 giugno 1939) è un ex politico italiano.

## Biografia
Senatore per quattro legislature, dal 1996 al 2013, prima con Forza Italia e poi con il Popolo della Libertà. Dal 2001 al 2006 è stato tesoriere del gruppo di Forza Italia al Senato. È stato sottosegretario agli affari esteri del Governo Berlusconi II (dal 30 dicembre 2004) e del seguente Governo Berlusconi III. Durante la XIV Legislatura è stato membro della Commissione Mitrochin.
Bettamio è relatore insieme a Paolo Amato (PdL) e Giuseppe Esposito (PdL) del ddl sui Rifinanziamento delle missioni militari 2011 approvato al Senato il 27 luglio 2011 con 269 sì (PdL,Lega, Coesione Nazionale,Pd,Udc,Fli,Api,Mpa) 12 no (IdV, SvP) e un astenuto. Il ddl ha provocato alcune divisioni (poi rientrate con il voto del Carroccio a favore) nella maggioranza dopo le dichiarazioni del viceministro leghista Castelli che esprimeva la sua più totale contrarietà.
Pur essendo vice-coordinatore regionale del PdL in Emilia-Romagna, Bettamio viene escluso nelle liste dei candidati per le elezioni politiche del 2013 in favore di Franco Carraro.